# 松村準平
松村 準平（まつむら じゅんぺい、1934年3月30日 - 2008年11月27日）は、日本の経営者。熊本県民テレビと福岡放送社長を務めた。東京都出身。

## 経歴
日比谷高を経て、1957年に東京大学文学部仏文学科を卒業。同年に日本テレビ放送網に入社。取締役、常務を経て、1995年に熊本県民テレビ社長に就任し、2001年には福岡放送社長に就任。2005年に取締役相談役に就任。
2008年11月27日肺炎のために死去。74歳没。